# لی جی هیوک
لی جی هیوک (انگلیسی: Lee Jae-hyuk؛ زادهٔ ۲۰ مهٔ ۱۹۶۹) بوکسور اهل کره جنوبی است.